# Interlinea edizioni
Interlinea edizioni è una casa editrice indipendente italiana di cultura e letteratura fondata nel 1991 a Novara. Tra le specializzazioni: la critica letteraria, la poesia, la letteratura per l'infanzia e una collana dedicata al Natale. Nei primi 20 anni di attività ha pubblicato oltre 1000 titoli suddivisi in 20 collane.

## Attività
Interlinea inizia le pubblicazioni nel 1992: il primo libro è Una Topolino amaranto dello scrittore novarese Dante Graziosi. La casa editrice, fondata da Roberto Cicala e Carlo Robiglio, nasce in parte come traduzione in forma di libri delle ricerche e dei programmi di promozione culturale del Centro novarese di studi letterari, i cui membri del Comitato scientifico diventano consulenti della casa editrice. È del 1993 la prima partecipazione al Salone internazionale del libro. L'anno dopo comincia a svilupparsi l'attenzione verso la poesia (nella collana “Lyra”, che accoglie raccolte significative di grandi autori, tra cui premi Nobel Eugenio Montale e Seamus Heaney, con un riguardo particolare alla poesia in dialetto, per esempio con Paolo Bertolani e Franco Loi). Collabora con le Università degli Studi di Pavia acquisendo da Vallecchi la rivista di letteratura “Autografo”, l'Università Cattolica del Sacro Cuore di Milano attraverso la collana "Biblioteca letteraria dell'Italia unita", l'Università degli Studi del Piemonte Orientale Amedeo Avogadro con “Biblioteca del Piemonte Orientale” e l'Università di Princeton con atti di convegni su Luigi Pirandello, Salvatore Quasimodo e altri autori novecenteschi. Cura le edizioni nazionali delle opere di Matteo Maria Boiardo e Giovanni Verga. Nel 1996 la pubblicazione del racconto inedito Tentazioni di Mario Soldati esce in occasione del 90º compleanno dello scrittore. Dopo la morte dell'editore Vanni Scheiwiller è Interlinea a curare la pubblicazione di libri di e sul poeta Clemente Rebora, tra cui le edizioni commentate del Curriculum vitae e dei Frammenti lirici e di un Diario intimo inedito. Ha acquisito le riviste "Nuova corrente" e "Microprovincia".  Pubblica anche testi di filosofi come Carlo Sini, Francesca Rigotti e Silvano Petrosino o giornalisti come Alberto Toscano. Un settore della casa editrice è dedicato alle storie per l'infanzia con la collana "Le rane", stampata su carta ecologica ricavata dalle alghe della laguna di Venezia, inaugurata nel 2001 con un testo di Gianni Rodari, Il ragioniere pesce del Cusio, seguito da libri di altri autori italiani (Roberto Piumini, Elve Fortis de Hironymis, Anna Lavatelli, Guido Quarzo e altri). I due fondatori di Interlinea hanno sempre tenuto conservare il legame con il territorio d'origine e per questo ogni anno pubblicano testi di storia, arte e cultura legati al Novarese e al Piemonte Orientale, stampando anche la rivista Novarien. Le edizioni Interlinea hanno una versione digitale presente sulla piattaforma Torrossa.it. Nel 2017 sono stati festeggiati i 25 anni di libri è stato allestito il catalogo storico dei primi 25 anni.

## Premi
Nell'anno 2006 Interlinea è stata insignita, per la propria attività nel settore editoriale, del Premio Nazionale Cultura della Presidenza del Consiglio. Nel 1999 è stato assegnato il premio San Vidal di Venezia per la migliore collana (“Nativitas”) e l'anno prima il premio Orta per la collana di poesia "Lyra”. Nel 2011 ha ricevuto la targa d'onore del premio Città di Arona Gian Vincenzo Omodei Zorini. Dal 1995 la casa editrice promuove il premio letterario “Storia di Natale” di letteratura per l'infanzia.

## Collane principali
- "Nativitas": testi dedicati al Natale
- "Lyra", "Lyra Giovani" e "Edizioni di poesia a tiratura limitata": poesia
- "Le rane": letteratura per l'infanzia
- "Passio"
- "Studi" e "Studi boiardeschi"
- "Biblioteca": saggistica letteraria e narrativa
- "Edizione nazionale delle opere di Giovanni Verga"

## Riviste
- "Autografo"
- "Microprovincia"
- "Nuova corrente"
- "Novarien"
- "Quaderni Borromaici"
- "Zixu. Studi sulla cultura celtica di Golasecca"